# Kızıl Adalar

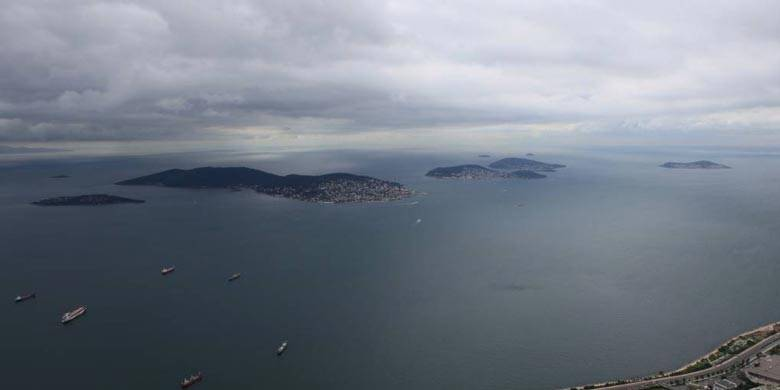
Flygbild av Kızıl Adalar-distriktet.

Prinsöarnas läge vid Bosporen.

Kızıl Adalar eller Prinsöarna, antikens Demonesoi, är en turkisk ögrupp i Marmarasjön, sydöst om inloppet till Bosporen. Ögruppen består av nio öar, varav den största är Büyükada. Ögruppen utgör även distriktet Kızıl Adalar inom provinsen och storstadskommunen Istanbul. Öarnas totala yta är cirka 11,05 kvadratkilometer. Befolkningen uppgick till 14 341 invånare i slutet av 2009.